# 90125
90125 — одиннадцатый студийный альбом британской прог-рок-группы Yes, вышедший 7 ноября 1983 года лейблом Atco Records. После распада Yes в 1981 году и после тура Drama (1980), басист Крис Сквайр, барабанщик Алан Уайт и Тревор Рэбин (гитарист, певец, автор песен) сформировали Cinema и начали записывать альбом с оригинальным клавишником Yes Тони Кэйем, уволенным в 1971 году. Они приняли более коммерческое и поп-ориентированное музыкальное направление в результате своего нового материала, большая часть которого была взята из демо-записей Рэбина. На этапе сведения бывший вокалист Yes Джон Андерсон, покинувший группу в 1980 году, принял приглашение вернуться и записать со-ведущий вокал, и впоследствии Cinema стал новым составом Yes.
Названный по каталожному номеру Atco, 90125 был выпущен и получил в целом положительный приём и представил группу новому поколению поклонников. Он достиг 5-го места в американском Billboard 200 и 16-го места в британском чарте альбомов и остаётся их самым продаваемым альбомом с несколькими миллионами проданных копий в США. Из четырёх синглов альбома «Owner of a Lonely Heart» был самым успешным и является их единственной песней, возглавившей американский чарт Billboard Hot 100. «Cinema» принесла группе премию «Грэмми» за лучшее инструментальное рок-исполнение. Yes гастролировали в поддержку альбома в 1984 и 1985 годах, включая два выступления в качестве хедлайнеров на первом фестивале Rock in Rio. Он был ремастерирован в 2004 году с ранее не издававшимися бонус-треками.

## Об альбоме
90125 первый диск после распада группы в 1980 году, первый альбом с участием Тревора Рэбина. Также впервые за двенадцать лет в группе играл Тони Кэй — клавишник оригинального состава группы. Стиль альбома в сравнении с предшественниками изменился в сторону более современного на тот момент поп-рока 80-х.
Изначально альбом не планировалось включать в дискографию Yes, на момент записи альбома работавшая над ним команда носила название Cinema. Название же самому альбому дал его номер в каталоге (79-0125-4).

## Список композиций

### Сторона 1
1. «Owner of a Lonely Heart» (Андерсон/Хорн/Рэбин/Сквайр) — 4:29
2. «Hold On» (Андерсон/Рэбин/Сквайр) — 5:16
3. «It Can Happen» (Андерсон/Рэбин/Сквайр) — 5:29
4. «Changes» (Андерсон/Рэбин/Уайт) — 6:20

### Сторона 2
1. «Cinema» (Kaye/Rabin/Squire/White) — 2:08
2. «Leave It» (Horn/Rabin/Squire) — 4:14
3. «Our Song» (Anderson/Kaye/Rabin/Squire/White) — 4:18
4. «City of Love» (Anderson/Rabin) — 4:51
5. «Hearts» (Anderson/Kaye/Rabin/Squire/White) — 7:39

### Бонус-треки
Переиздание 2004 года включает бонус-треки:
1. «Leave It (Single Remix)» (Horn/Rabin/Squire) — 3:56
2. «Make It Easy» (Rabin) — 6:12
  - ранее издан на Yesyears.
3. «It Can Happen (Cinema Version)» (Anderson/Rabin/Squire) — 6:05
  - ранее издан на Yesyears.
4. «It’s Over» (Previously Unissued)" (Rabin) — 5:41
5. «Owner of a Lonely Heart (Extended Remix) (Previously Unissued)» (Anderson/Horn/Rabin/Squire) — 7:05
6. «Leave It (A Capella Version)» (Horn/Rabin/Squire) — 3:18

## Участники записи
- Джон Андерсон: вокал
- Тони Кэй: клавишные
- Тревор Рэбин: гитары, клавишные, вокал
- Крис Сквайр: бас-гитара, вокал
- Алан Уайт: ударные, перкуссия, вокал
- Тревор Хорн: продюсирование, бэк-вокал
- Дж. Дж. Ечалик, Дэйв Лоусон: музыкальное программирование
- Стюарт Брюс, Гэри Ленган, Джулиан Мэнделсон: инженеры
- Кит Финни: ассистент инженера

## Места в чартах
| Год  | Чарт              | Место |
| ---- | ----------------- | ----- |
| 1984 | The Billboard 200 | 5     |

Синглы
| Год  | Сингл                     | Чарт                             | Место |
| ---- | ------------------------- | -------------------------------- | ----- |
| 1983 | «Our Song»                | Mainstream Rock Tracks           | 32    |
| 1983 | «Owner of a Lonely Heart» | Hot Dance Music/Club Play        | 3     |
| 1983 | «Owner of a Lonely Heart» | Mainstream Rock Tracks           | 1     |
| 1983 | «Owner of a Lonely Heart» | The Billboard Hot 100            | 1     |
| 1984 | «It Can Happen»           | The Billboard Hot 100            | 51    |
| 1984 | «It Can Happen»           | Mainstream Rock Tracks           | 5     |
| 1984 | «Leave It»                | The Billboard Hot 100            | 24    |
| 1984 | «Leave It»                | Mainstream Rock Tracks           | 3     |
| 1984 | «Changes»                 | Mainstream Rock tracks           | 6     |
| 1984 | «Owner of a Lonely Heart» | Hot R&B/Hip-Hop Singles & Tracks | 69    |
| 1984 | «Hold On»                 | Mainstream Rock Tracks           | 43    |
| 1985 | «Hold On»                 | Mainstream Rock Tracks           | 27    |